# Viking gasfield

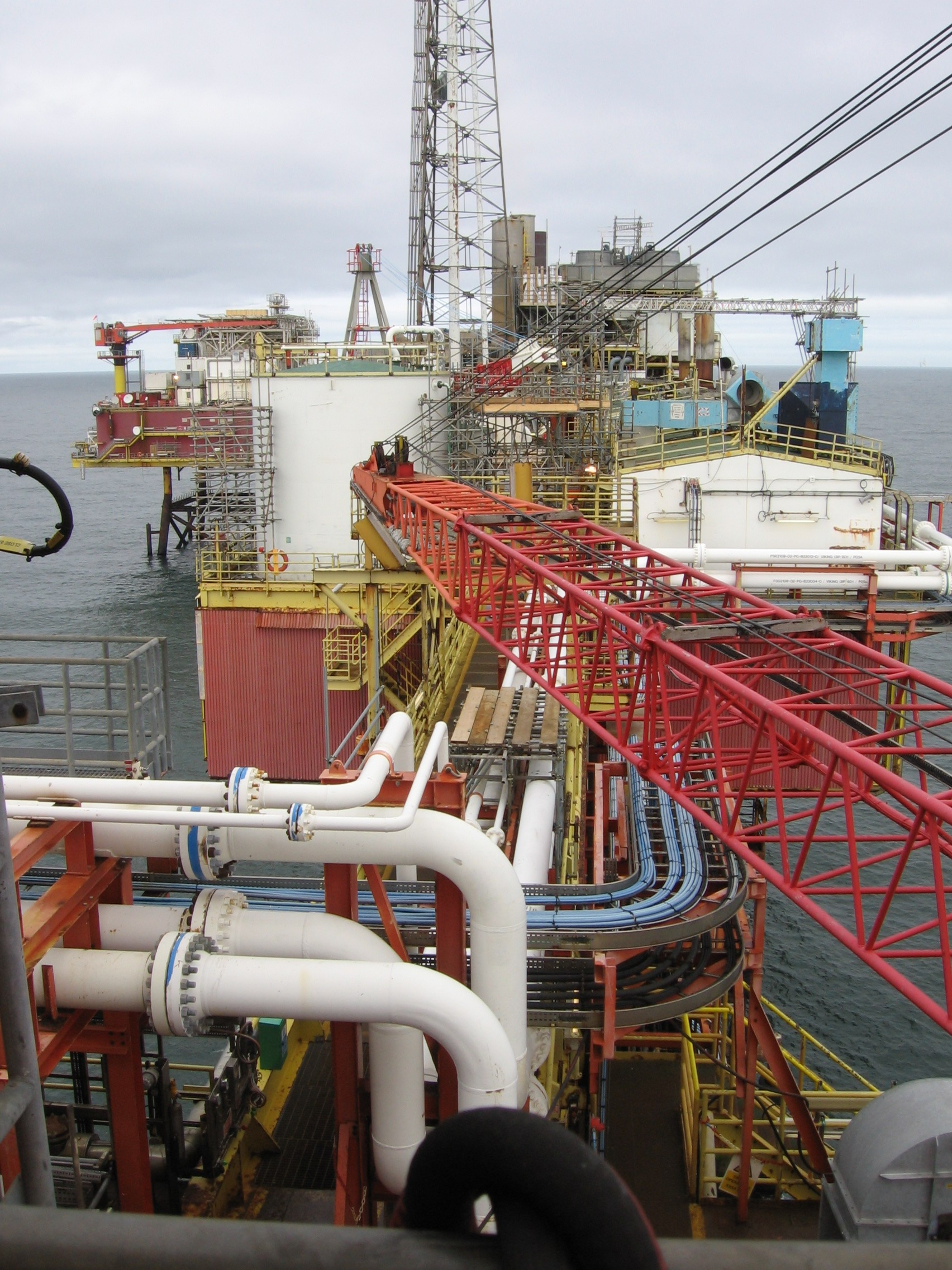
Viking B-plattformar

Viking gas field är ett gasfält i den brittiska delen av Nordsjön. Det upptäcktes 1965. Produktion av gas skedde mellan 1972 och 2018.